# 俞意
俞意（？—？），字子誠，號中山，浙江紹興府山陰縣人，民籍，明朝政治人物。

## 生平
嘉靖二十二年（1543年）癸卯科浙江鄉試第二十一名舉人。嘉靖三十二年（1553年）中式癸丑科三甲第七十五名進士。礼部观政。嘉靖三十二年（1553年）任嘉定县知县。起复补福建建安县，升兵部武选司主事。与張天復（號内山）、罗椿（号外山）相交莫逆，因號中山。

## 家族
曾祖俞恪；祖父俞信；父俞霖，母唐氏。弟俞心。
子尧典（生员）、尧中、尧夫、尧文。